# دلما رشدي ملحس
دلما ملحس (1 فبراير 1992) هي فارسة. وكان من المُفترض أن تكون أول رياضية سعودية تنافس في الألعاب الأولمبية. وعندما بدأت التنافس في دورة الألعاب الأولمبية الصيفية للشباب 2010،  كانت بين مجموعة رفيعة المستوى من المتحدثين الذين خاطبوا مؤتمر اللجنة الأوليمبية الدولية للمرأة والرياضة مؤخرًا في لوس أنجلوس. تلك اللاعبة البالغة من العمر عشرون عامًا والفائزة بالبرونزية الفردية بسنغافورة، تحدثت عن أملها في المساواة بين الجنسين في جميع الألعاب الرياضية.

## سيرتها
ولدت دلما رشدي بمدينة أوهايو عام 1992. وتتحدث دلما اللغة الإنجليزية واللغة الفرنسية كما أن لغتها الأم هي اللغة العربية. وبينما كانت دلما في الرابعة من عمرها، بدأت في ركوب الخيل. وعندما بلغت الثانية عشر من عمرها، سافرت إلى روما حيث بدأت المنافسة في المزيد من المسابقات المتقدمة تحت إشراف دوتشي بارتالوتشي، وهو المدرب السابق للمنتخب الوطني الإيطالي لقفز الحواجز الأولمبية.ثم ذهبت بعد ذلك إلى فرنسا حيث تدربت في مركز الفرسان للفروسية بمدينة شانتيلي. وبعد أن شاركت في العديد من المسابقات بالخارج، أصبحت اللجنة الأولمبية الدولية على دراية بملحس. ويرجع ذلك إلى حتمية إشراك كل دولة لامرأة رياضية على الأقل للمشاركة في الألعاب، وقد دعت اللجنة الأولمبيه الدولية ملحس لتمثيل المملكة العربية السعودية على الرغم من عدم وجود روابط قوية بين اللجنة والمملكة. وأثناء إجراء مقابلة معها خلال دورة الألعاب الأولمبية للشباب في سنغافورة عام 2010، اعترفت دلما قائلة «لم أكن مهتمة كثيرًا بكوني ممثلة المملكة العربية السعودية، لأن أي شخص يمكنه فعل ذلك. ولكن ما شغلني هو الحصول على ميدالية، فحدوث ذلك ليس سهلا، وهو ما سيعطي التقدير لبلدي». وقد اطلعت على القواعد والقوانين المعمول بها في دورة الألعاب الأولمبية، فهي لا تستطيع أن تشارك في أي حدث إلا بالخيول المٌختارة من قِبل اللجنة الأولمبية الدولية. وقد تم اختيار ملحس للتنافس في الألعاب الأولمبية الصيفية 2012 بلندن. فأصبحت بذلك هي أول امرأة تمثل المملكة العربية السعودية في دورات الألعاب الأولمبية وكانت هي الرياضية الأنثى السعودية الوحيدة التي شاركت في أي دورة أولمبية. وعلى الرغم من ذلك، تم استبعادها من الألعاب في أواخر يونيو لفشلها في تحقيق الحد الأدنى من معايير الأهلية وفقا لالاتحاد الدولي للفروسية.

## روابط خارجية
- دلما رشدي ملحس على موقع الاتحاد الدولي للفروسية (الإنجليزية)
- دلما رشدي ملحس على موقع FEI (رابط بديل) (الإنجليزية)
- دلما رشدي ملحس على موقع اللجنة الأولمبية الدولية (الإنجليزية)
- دلما رشدي ملحس على موقع أوليمبيديا (الإنجليزية)